# Accenteur montanelle
Espèce
Statut de conservation UICN

 LC  : Préoccupation mineure
L’Accenteur montanelle (Prunella montanella) est une espèce de petits passereaux de la famille des Prunellidae, qui vit dans la région subarctique d'Asie.
Migrateur, il niche dans le nord de la Russie, de l'Oural à la Sibérie, où il vit en petits groupes dans des forêts de saules, de bouleaux ou de conifères, souvent à proximité de cours d'eau. Il migre vers la Corée et la Chine pour y passer l'hiver.
Lors de sa migration hivernale, il est quelquefois observé en Europe de l'Est, en Alaska et en Colombie-Britannique. En 2016, un afflux exceptionnel d'Accenteurs montanelles a été enregistré en Europe de l'Ouest, peut-être causé par les importants feux de forêt en Sibérie. S'il n'est pas considéré comme vulnérable par l'UICN, l'Accenteur montanelle pourrait à terme être affecté par le changement climatique.
Avec le dessus de son plumage brun strié de clair, son ventre ocre, gris et chamois, et son long sourcil jaune, il peut être confondu avec l'Accenteur à gorge noire.

## Taxonomie
Les Accenteurs sont de petits oiseaux insectivores qui vivent principalement dans des zones montagneuses d'Eurasie — à part l'Accenteur mouchet qui vit en plaine. Leur parenté avec d'autres familles d'oiseaux est mal connue. Tous les Accenteurs sont apparentés à un seul genre, Prunella, dont les membres qui ressemblent le plus à l'Accenteur montanelle sont l'Accenteur à gorge noire, l'Accenteur brun, l'Accenteur de Koslov et l'Accenteur de Radde. De taille similaire, toutes ces espèces ont en commun un sourcil clair et des marques noires sur la tête ou la gorge. Cependant, une étude phylogénétique de 2013 indique que le plus proche parent de l'Accenteur montanelle est l'Accenteur du Japon, bien qu'ils aient une apparence assez différente.
À son retour d'expédition dans l'est et le centre de la Russie entre 1768 et 1774, le zoologiste allemand Peter Simon Pallas nomme l'Accenteur montanelle Motacilla montanella,. C'est l'ornithologue Louis-Pierre Vieillot qui le place dans leur genre actuel, Prunella, en 1816.
L'Accenteur montanelle a deux sous-espèces :
- Prunella montanella montanella (Pallas, 1776), la sous-espèce nominale, qui niche en Russie, de l'Europe au fleuve Léna. On la trouve aussi plus au sud, de l'Ob à l'Amour ;
- Prunella montanella badia (Portenko, 1929), niche dans le nord-est de la Sibérie jusqu'à la Léna, et au sud jusqu'à la mer d'Okhotsk.

Accenteur vient de l'ancien nom scientifique de l'Accenteur alpin (Accentor collaris). Il est dérivé du latin tardif et signifie « qui chante avec un autre ». Le nom de genre Prunella vient de l'allemand Braunelle, un diminutif de braun qui signifie brun. Montanella est un diminutif du latin montanus, montagne.

## Description

### Dimensions et plumage
L'Accenteur montanelle mesure en moyenne 14,5 cm de long et pèse 17,5 g. L'adulte de l'espèce nominale a le dos et les ailes brunes, avec le dos strié de brun clair et le croupion et la queue gris-brun. Deux fines lignes blanches sont visibles sur les ailes repliées. Le sommet de la tête est brun foncé, avec un long sourcil jaune pâle et une tache noire derrière l’œil. Les côtés du cou sont gris. Le dessous du corps passe d'ocre à gris sur le bas du ventre, avec les flancs chamois. La poitrine et les flancs sont striés de brun clair. L'iris est brun-rouge, le bec est fin et sombre et les pattes sont rougeâtres.
Les femelles ont le dessous du plumage légèrement plus terne avec des stries moins prononcées, et les jeunes sont globalement plus ternes avec des points bruns sur la poitrine. Les juvéniles, en automne, ont généralement des traces d'usure plus importantes sur les plumes de la queue et les tertiaires et ils ont souvent l'iris plus terne que les adultes. La sous-espèce P. m. badia est un peu plus petite et sombre que la forme nominale, avec le dessous brun et chamois plus franc et des stries sur les flancs qui tirent sur le rouille.
Les adultes ont une mue complète entre juillet et septembre, après la période de reproduction. Les juvéniles ont aussi une mue partielle à la même période, qui renouvelle des plumes de la tête, du corps et des couvertures alaires.

### Espèces ressemblantes
La seule espèce qui peut être confondue avec l'Accenteur montanelle est l'Accenteur à gorge noire, dont les juvéniles peuvent avoir une discrète tache noire sur la gorge durant leur premier automne. L'Accenteur montanelle s'en distingue par ses nuances plus rouilles, son sourcil jaune et non pas blanc et l'absence de ligne blanche sous le masque facial noir,.

### Chant
L'appel de l'Accenteur montanelle est un ti-ti-ti. Le mâle, du haut d'un buisson ou d'un arbre, émet un fort chirichiriri aigu, décrit comme similaire au chant de l'Accenteur du Japon, de l'Accenteur mouchet ou de l'Accenteur à gorge noire. En période de reproduction, il chante avec plus de vigueur, particulièrement à l'aube. Certains individus chantent aussi en migration.

## Distribution et habitat

Zones de nidification
Zones de passage
Zones d'hivernage

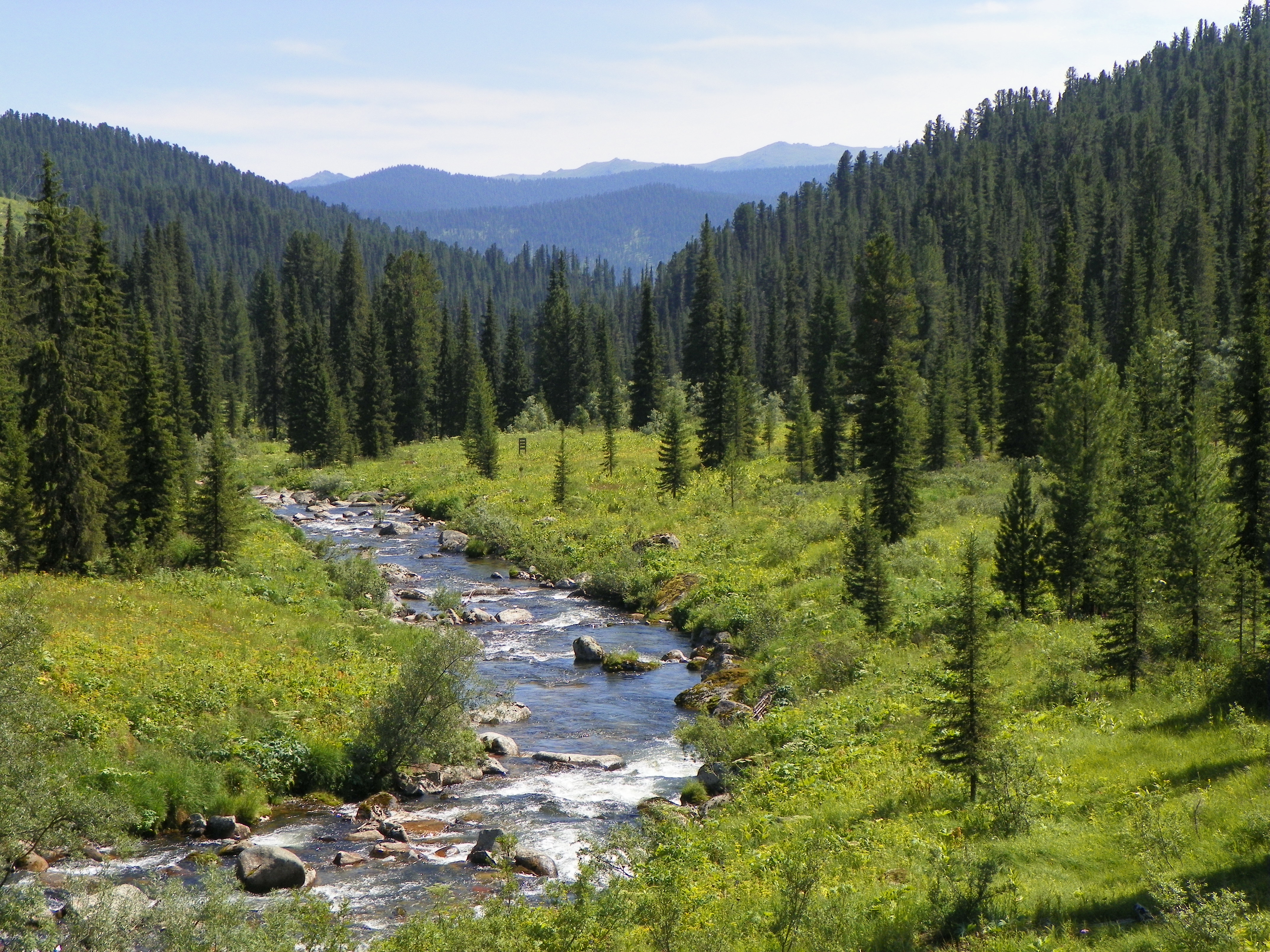
En été, l'Accenteur montanelle vit dans les forêts sibériennes, souvent à proximité de cours d'eau (paysage du Kraï de Krasnoïarsk, Russie).

L'Accenteur montanelle niche au nord de la Russie, dans une zone qui s'étend de l'Oural à l'ouest jusqu'à l'océan Pacifique à l'est, ainsi que dans une zone plus petite et fragmentée dans le sud de la Sibérie. Il migre pour passer l'hiver dans l'est de la Chine et en Corée, ainsi que, pour quelques populations, en Mongolie et rarement au Japon.
En période de reproduction, il vit principalement dans les forêts subarctiques de saules et de bouleaux et dans des forêts claires de conifères, souvent proches de rivières et de tourbières. Des couples nichent aussi dans les épicéas des montagnes de la taïga,. En hiver, l'Accenteur montanelle vit dans des buissons et des arbustes, souvent près de cours d'eau, mais aussi dans les prairies sèches et les bois.

### Migration
Les individus qui nichent le plus au nord sont les premiers à migrer, dès la mi-septembre, ceux au sud pouvant rester un ou deux mois de plus dans leur zone de reproduction. Au printemps, ils passent par la Mongolie à la fin du mois de mars, et par l'extrême sud-est de la Russie en avril et mai, rejoignant leur zone de nidification en mai voire jusqu'en juin pour les zones les plus au nord.
Quelques visiteurs ont été vus en Biélorussie, au Kazakhstan, au Liban et dans plusieurs pays européens ainsi qu'en Amérique du Nord. La plupart des observations faites en Amérique du Nord se cantonnent à l'ouest de l'Alaska et à la Colombie-Britannique, mais en février 2018 des oiseaux solitaires ont été vus au-delà de la côte pacifique, dans l'Alberta, l'Idaho et le Montana.
En Alaska, il est généralement observé entre fin septembre et novembre, comme en Europe de l'Ouest. Les observations au Canada sont moins prévisibles mais arrivent surtout en automne et en hiver, principalement à des mangeoires,.

#### Afflux européen en octobre et novembre 2016

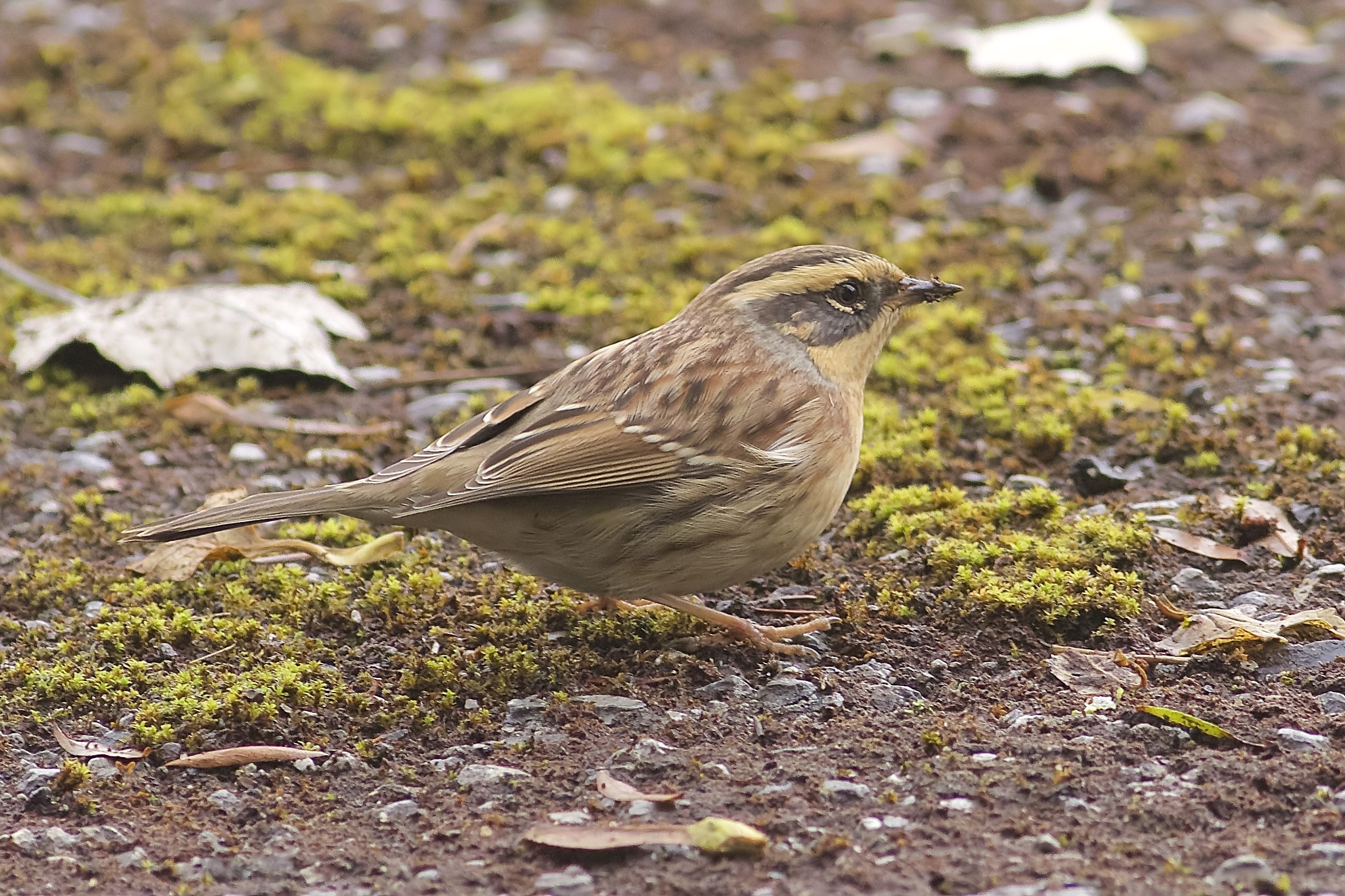
Un Accenteur montanelle photographié à Easington (Yorkshire de l'Est), en Angleterre, en 2016.

Entre octobre et début novembre 2016, l'Europe de l'Ouest a vu un afflux sans précédent d'Accenteurs montanelles, plusieurs pays ayant enregistré leurs toutes premières observations — notamment l'Estonie, l'Allemagne, les Pays-Bas et le Royaume-Uni. Par endroit cet afflux a attiré une attention nationale et encouragé des centaines d'ornithologues amateurs à les observer,,.
Jusqu'en 2015, seules 32 observations avaient été recensées en Europe de l'Ouest, majoritairement en Finlande et en Suède. Mais à l'automne 2016, au moins 231 observations ont été rapportées dans 15 pays différents — dont 72 en Finlande, 71 en Suède, 14 au Royaume-Uni, 12 en Allemagne, 11 en Norvège, en Pologne et au Danemark, 9 en Estonie et en Lettonie, 4 en Lituanie, 3 en Carélie, 2 en Ukraine, 1 en République tchèque, en Hongrie et aux Pays-Bas. Quelques oiseaux — 4 en Suède et 1 en Finlande — n'ont pas été strictement identifiés comme des Accenteurs montanelles ou des Accenteurs à gorge noire. En revanche, l'âge de certains oiseaux a pu être estimé de manière fiable grâce à leur plumage de premier hiver,. La plupart des oiseaux ont été observés sur des côtes et des îles et 25% ont été piégés, notamment dans les pays baltes. Il est probable que de nombreux oiseaux, éloignés des postes d'observation, n'aient pas été comptabilisés, notamment dans le sud des pays baltes. Un individu s'est attardé en Écosse jusqu'en février 2017.
Selon le Met Office, cet afflux sans précédent d'Accenteurs montanelles pourrait être dû à des vents forts provenant de l'est de la Sibérie, causés en partie par un anticyclone en Scandinavie. Au même moment, une autre anomalie météorologique a produit des vents d'est en Asie de l'ouest.
Outre les conditions météorologiques, d'autres facteurs ont pu causer cet afflux, notamment les feux de forêt de l'été et l'automne 2016. En juin, 3,5 millions d'hectares brûlaient, causant un nuage de fumée étendu sur plusieurs milliers de kilomètres et s'élevant jusqu'à 9 km en septembre. Les oiseaux ont pu migrer vers l'ouest pour l'éviter. L'été précédent, particulièrement chaud, a pu aussi pousser les oiseaux à se reproduire plus à l'ouest de leur zone de reproduction habituelle, pour trouver un climat plus frais. Une corrélation a été suggérée entre l'afflux d'Accenteurs montanelles et un meilleur taux de reproduction en 2016, mais aucune donnée ne vient corréler directement cette hypothèse et les oiseaux ayant rejoint l'Amérique du Nord n'ont pas été plus nombreux que la normale cette année-là.
Ces conditions météorologiques ont attiré d'autres migrateurs sibériens : un nombre record de Pouillot à grands sourcils dans le nord-ouest de l'Europe, ainsi que la première observation de Pouillot à pattes claires au Royaume-Uni et la seconde observation de Pouillot de Temminck aux Pays-Bas,.

## Comportement
L'Accenteur montanelle est un petit oiseau rôdeur et prompt à se camoufler. Il a une capacité au-dessus de la normale à maintenir sa température corporelle, qui résulte de l'environnement froid dans lequel il vit.

### Reproduction

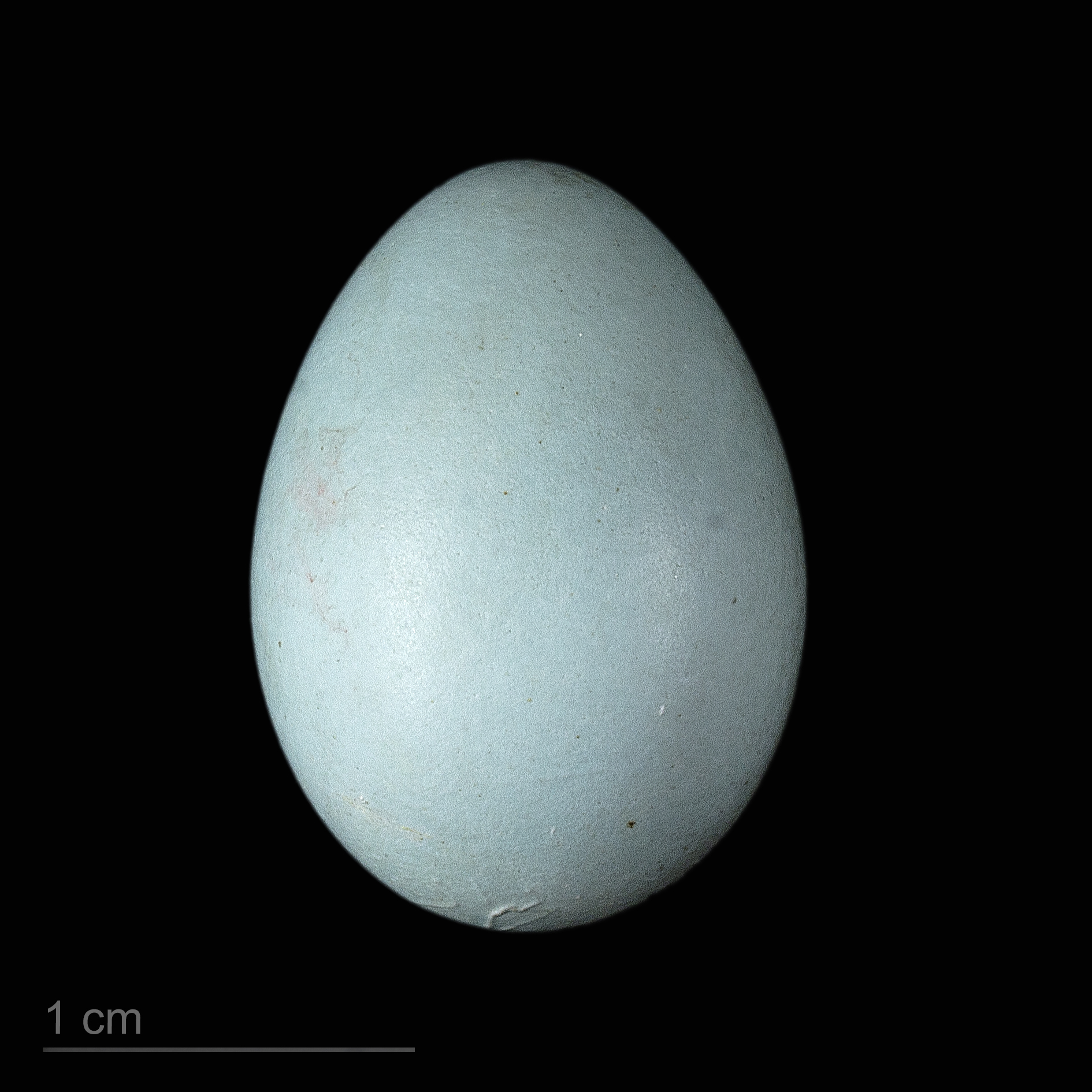
Œuf de Prunella montanella - Muséum de Toulouse

La période de reproduction de l'Accenteur montanelle s'étend de juin à août. On sait peu de chose de son comportement durant cette période, mais les individus de l'espèce nominale sont généralement observés en petits groupes de 2 à 6 nids rapprochés. Ce genre de regroupement n'a pas été observés chez la sous-espèce P. m. badia. Le nid a la forme d'une coupe ouverte, construire entre 40 cm et 8 m de haut dans des arbustes denses ou dans la fourche d'un arbre. Le nid est constitué de brindilles et de feuilles grossières et bordé avec des poils et des herbes fines.
Les œufs, d'un bleu-vert vif et brillant, mesurent entre 13,7 mm et 18,6 mm et pèsent environ 1,9 g. La femelle pond 4 à 6 œufs qu'elle couve pendant environ 10 jours. Les poussins brun-noir sont ensuite nourris par les deux parents. Ils sont matures sexuellement dès l'année suivante. Les couples au sud de la zone de reproduction peuvent donner deux couvées, contre une seule au nord.

### Alimentation
L'Accenteur montanelle se nourrit principalement d'insectes, habituellement trouvés au sol mais quelquefois dans des buissons et des arbres, et souvent à proximité de champs de neige. Les jeunes oiseaux sont nourris d'insectes, surtout de larves de coléoptères, apportés par les parents à chaque visite au nid.
En hiver, il peut se nourrir de graines et à proximité des habitations humaines. Les plantes consommées incluent la camarine noire, la renouée bistorte, les Amaranthacées et les Bétulacées.

## Statut et protection
La population totale d'Accenteurs montanelles est inconnue, mais les estimations pour la petite population européenne varient entre 100 et 500 couples. La zone de nidification est estimée à 2,2 millions de kilomètres carrés et la population totale est considérée comme élevée et stable. L'espèce est classée en « préocuppation mineure » par l'UICN, bien qu'elle puisse être affectée à long terme par le changement climatique, comme les autres espèces nordiques.
Les densités de population en période de reproduction ont été mesurées à plus de 30 couples par km² dans le nord-ouest de la Russie, cette statistique tombant à 5 couples par km² dans l'est, dépendamment de l'habitat. La météo joue un rôle important, avec un nombre anormalement élevé d'oiseaux — 7,4 oiseaux par km² — enregistré dans la péninsule de Taïmyr, à l'extrême nord de la Russie, en 1983.
L'Accenteur montanelle est parasité par la tique de la taïga et la tique du mouton, qui peuvent porter la bactérie Borrelia burgdorferi responsable de la maladie de Lyme. L'afflux d'Accenteurs montanelles de 2016 en Europe a pu contribuer au transport de tiques sur de longues distances.